# ВИВА
Вива приватна је немачка телевизија са седиштем у Келну, Немачка. Основана је 1993. године као конкурент MTV-у, маркетиншком лидеру тог доба. Будући да је била први немачки музички канал стекла је велику популарност код циљног становништва.
21. марта 1995. други канал VIVA Zwei (ВИВА два) пуштен је у рад, и приказивао је музику мање познатих и независних аутора. 1. јануара 2002. канал је преименован у VIVA Plus и програм је намењен млађим генерацијама. Ова промена је утицала на смањење гледаности канала код старијих генерација и смањена је шанса непознатим бендовима да покажу своју музику.
Од 1995. године установљена је музичка додела награда Comet.
Постоје још швајцарска, пољска и мађарска верзије канала VIVA.
Канал је престао са емитовањем 31. децембра 2018. око 14 сати.